# Aderito
Aderito  è un nome proprio di persona italiano maschile.

## Varianti
- Ipocoristici: Ade
- Femminili: Aderita[2]

### Varianti in altre lingue
- Catalano: Aderit[3]
- Latino: Aderitus[1], Adheritus
- Portoghese: Adérito
- Spagnolo: Aderito[3]

## Origine e diffusione
Riprende il nome di un santo vescovo di Ravenna. L'etimologia è incerta; viene generalmente ricondotto al nome bizantino Aderitos, basato sul greco antico αδήριτος aderitos (formato da un'alfa privativa e δηρις, deris, "contesa", quindi "saldo, invincibile"), adottato in ambiente cristiano con riferimento alla solidità nella fede.
È caratteristico della Romagna e del modenese.

## Onomastico
L'onomastico si festeggia il 27 settembre in ricordo di sant'Aderito, confessore di origine greca, vescovo di Ravenna.

## Persone

### Varianti
- Adérito Waldemar Alves de Carvalho, calciatore angolano